# Schloss Brandstätt
Schloss Brandstätt liegt in Brandstätt, einem Gemeindeteil der Gemeinde Edling, im oberbayerischen Landkreis Rosenheim. Brandstätt liegt etwa 14 km östlich von Ebersberg und etwa 14 km westlich von Wasserburg am Inn. Die Anlage ist unter der Aktennummer D-1-87-124-12 als Baudenkmal verzeichnet. „Untertägige spätmittelalterliche und frühneuzeitliche Befunde im Bereich von Schloss Brandstätt und seiner Vorgängerbauten“ werden zudem als Bodendenkmal unter der Aktennummer D-1-7938-0105 geführt.

## Geschichte

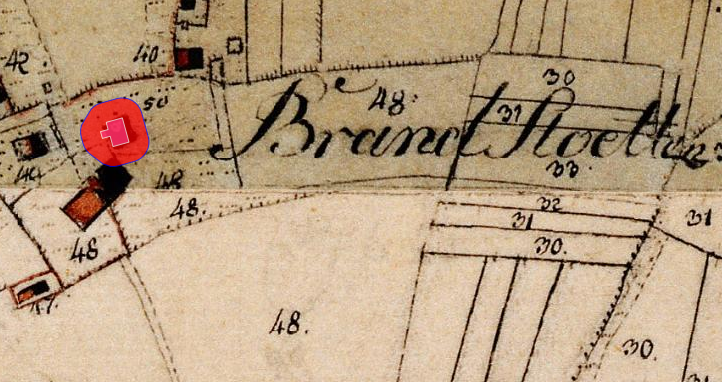
Lageplan von Schloss Brandstätt auf dem Urkataster von Bayern

Das Gut und Schlössl von Brandstätt war schon vor 1270 alter Besitz der Fraunberger von Haag. Berthold I und Wittilo von Fraunberg-Haag hatten mit dem Abt des Klosters Attel eine Fehde, wobei Kirche und Kloster Attel beschädigt wurden. Deshalb gab Berthold von Haag am 27. Okt. 1270 den „festen Bau“ von Brandstätt an das Kloster Attel als Wiedergutmachung. Ende des 15. Jahrhunderts bis 1585 waren die Herren von Eckstätt auf Brandstätt.
Bereits vor 1270 wurde für die Herrschaft Brandstätt bei Edling eine Pfand Burg erwähnt. In der Gegend zwischen Edling und dem alten Burgstalle Brandstätt wurden zudem Grabhügel entdeckt, die auf eine frühe vorchristliche Besiedlung der Landschaft deuten.
Das spätere Schloss wurde in Brandstätt ursprünglich vor 1666 als Edelsitz errichtet. Der Herrschaftssitz wurde im Dreißigjährigen Krieg von den schwedischen Truppen derartig schwer beschädigt, dass er im Jahre 1666 von seinen damaligen Besitzern neu errichtet wurde. Zwei Jahre zuvor wurde das Schloss von dem damaligen Bürgermeister von Wasserburg am Inn, Ludwig Thalhammer, erworben. Er übernahm den Besitz von Hans Wolf von Ruhstorf, der ihn wiederum 1658 von der Familie Schrenck (Karl Alexander Schrenck von Notzing, Pfleger zu Eggmühl) übernahm.
Im Jahre 1720 wurde das Schloss zusammen mit der Hofmark Brandstätt von den Freiherren Manteuffel erworben (nach anderen Quellen erst 1754). Die Adelsfamilie war bereits Eigentümer des benachbarten Schlosses Hart. 1831 war das Schloss Teil des Dorfes Brandstätt, welches nach Attel eingepfarrt war. Neben dem Schloss umfasste das Dorf 11 Häuser mit insgesamt 60 Einwohnern. 1859 wechselte das Schloss erneut die Eigentümer.

## Beschreibung
Bei dem Schloss handelt es sich um ein dreigeschossiges Gebäude mit Satteldach und einem mit westlichem Anbau. Die Fassaden sind architektonisch mit Malereien gestaltet. Der Wiederaufbau erfolgte 1666 auf älteren Gebäudeteilen.